# Curueña
Curueña es una localidad del municipio leonés de Riello, en la Comunidad Autónoma de Castilla y León. El pueblo se encuentra en la comarca de la Omaña, en el alto que separa el valle formado por el arroyo de Palaciello del valle formado por el arroyo de Curueña. Se accede a la localidad por la carretera LE-4425, que enlaza con Robledo de Omaña.
La iglesia parroquial está dedicada a Santiago Apóstol.

## Localidades limítrofes
Confina con las siguientes localidades:
- Al norte con Abelgas de Luna, al otro lado de la Sierra de la Filera.
- Al sureste con La Urz.
- Al sur con Robledo de Omaña.
- Al sureste con Arienza.
- Al noreste con Salce.

## Evolución demográfica
Evolución de la población
| Gráfica de evolución demográfica de Curueña entre 2000 y 2017      |
|                                                                    |
| Población de derecho (2000-2017) según el padrón municipal del INE |

## Historia
Así se describe a Curueña en el tomo VII del Diccionario geográfico-estadístico-histórico de España y sus posesiones de Ultramar, obra impulsada por Pascual Madoz a mediados del siglo XIX:

Lugar en la provincia de León, partido judicial de Murias de Paredes, diócesis de Oviedo, audiencia territorial y capitanía general de Valladolid, ayuntamiento de Riello; Situado entre montañas cerca del nacimiento de un arroyo que desciende hacia Riello; su clima sano, aunque frío. Tiene iglesia parroquial (Santiago) servida por un cura de primer ascenso y patronato laical. Confina por los 4 puntos cardinales con elevados montes que enlazándose en forma de cordillera forma casi un círculo, extendiéndose después en 2 ramificaciones hacia Riello y Villayuste. El terreno es montuoso y de ínfima calidad para granos, a pesar de las aguas del indicado arroyo que le fertilizan. Los caminos locales. Producciones: centeno, pastos y muchos ganado cabrío. Población, riqueza y contribución (V. el artículo de ayuntamiento).
Diccionario geográfico-estadístico-histórico de España y sus posesiones de Ultramar